# Різниківка
Різникі́вка — село Сіверської міської громади Бахмутського району Донецької області, Україна при річці Суха.

## Історія
Різниківка — казений хутів Селимівської волості Ізюмського повіту Харківської губернії. 
Село засноване в першій половині ХVІІ ст. Першими його поселенцями були реєстрові козаки з с. Закітного. Станом на 1869 рік: дворів 50, мешканців - 308.

З 1954 р. є центром Різниківської сільської ради Ямського району. Сільраді підпорядковувалися також села Кірове та Новоолександрівка.
1. ↑  СПИСОК НАСЕЛЕННЫХ МЕСТ ПО СВЕДЕНИЯМ 1864 ГОДА (1869). resource.history.org.ua. Процитовано 19 липня 2023.